# Eupteryx pentavittatus
Eupteryx pentavittatus är en insektsart som beskrevs av Hu och Kuoh 1991. Eupteryx pentavittatus ingår i släktet Eupteryx och familjen dvärgstritar. Inga underarter finns listade i Catalogue of Life.